# Tim Flannery (baseball)
Pour les articles homonymes, voir Flannery.
Pour le scientifique australien, voir Tim Flannery.
Timothy Earl Flannery (né le 29 septembre 1957 à Tulsa, Oklahoma, États-Unis) est un ancien joueur professionnel de baseball, un instructeur de baseball et un musicien folk et bluegrass.
Ancien joueur de deuxième but et de troisième but de la Ligue majeure de baseball, il évolue de 1979 à 1989 pour les Padres de San Diego. De 2007 à 2014, il est instructeur de troisième but des Giants de San Francisco. 
Tim Flannery est un chanteur et guitariste ayant produit 11 albums entre 1995 et 2013.

## Carrière au baseball

### Joueur
Joueur de baseball à l'université Chapman en Californie, Tim Flannery est repêché par les Padres de San Diego au 6e tour de sélection en 1978. C'est avec ce club qu'il passe toute sa carrière dans le baseball majeur. Porte-couleurs des Padres de 1979 à 1989, il est essentiellement joueur substitut, à l'exception de quelques saisons où il tient le poste de deuxième but de l'équipe. C'est le cas des saisons 1982, 1985, 1986 et 1987, les seules où il dépasse les 100 matchs joués par année. Il ne frappe qu'à sa 5e saison, en 1983, le premier de ses 9 circuits dans les majeures.
Il atteint les buts à chacun de ses 3 passages au bâton de la Série de championnat 1984 de la Ligue nationale contre les Cubs de Chicago : il est atteint par un lancer dans le premier match de la série, réussit un coup sûr dans le 4e et, dans le 5e et dernier match, il est utilisé comme frappeur suppléant et il frappe un roulant qui passe entre les jambes du joueur de premier but des Cubs, Leon Durham, poussant le point égalisateur au marbre. Ce jeu en 7e manche ouvre la porte à 3 points des Padres, qui surmontent un déficit de 0-3 pour l'emporter 6-3 et passer en Série mondiale 1984. Flannery réussit un simple contre Jack Morris à son seul passage au bâton dans la finale, que les Padres perdent devant les Tigers de Détroit. 
En 1985, il connaît sa meilleure saison en offensive avec des records personnels de 108 coups sûrs, 14 doubles, 40 points produits et 50 points marqués, en plus d'une moyenne au bâton de ,281. 
Même s'il n'est que joueur réserviste qui ne dispute que 972 matchs en 11 ans dans les majeures, Tim Flannery est l'un des joueurs les plus populaires à San Diego durant les années 1980. Lors de son dernier match, le jour de son 32e anniversaire le 29 septembre 1989, il est célébré par une ovation au Jack Murphy Stadium. Il complète sa carrière avec 631 coups sûrs, dont 77 doubles, 25 triples et 9 circuits, compte 209 points produits, 255 points marqués et 22 buts volés en 44 tentatives. Sa moyenne au bâton en carrière s'élève à ,255.

### Instructeur

#### Ligues mineures
En 1993, Flannery est gérant des Indians de Spokane, le club-école de niveau A- des Padres de San Diego. L'année suivante, toujours dans les ligues mineures, il est aux commandes des Rancho Cucamonga Quakes, club-école de niveau A des Padres. En 1994, son nom circule comme possible remplaçant du gérant Jim Riggleman, dont le poste apparaît en danger chez les Padres. En 1995, il dirige les Stars de Las Vegas, leur club-école de niveau Triple-A.

#### Padres de San Diego
De 1996 à 2002, Tim Flannery est l'instructeur de troisième but des Padres de San Diego au sein du personnel qui entoure le gérant Bruce Bochy. La franchise dont il fait partie depuis 1978 le congédie de son poste d'instructeur le 29 septembre 2002, jour de son 45e anniversaire de naissance. 
Après avoir en 2003 été instructeur au troisième but pour l'équipe de baseball de son fils à l'école secondaire San Dieguito à Encinitas en Californie, Flannery revient chez les Padres comme commentateur à la télévision avant et après les matchs de l'équipe de 2004 à 2006.

#### Giants de San Francisco
Lorsque Bruce Bochy devient gérant des Giants de San Francisco pour la saison 2007, Flannery le rejoint comme instructeur de troisième but de l'équipe. Il savoure les conquêtes des Séries mondiales de 2010, 2012 et 2014 avec la franchise. Il fait partie du personnel d'entraîneurs qui accompagne Bochy aux matchs des étoiles de 1999 à Boston, 2011 à Phoenix et 2013 à New York. Il quitte son poste le 25 novembre 2014, quelques semaines après le 3e titre remporté en 5 ans par les Giants.

## Carrière de musicien
Tim Flannery est chanteur et guitariste de bluegrass, de folk et de country. Son premier album, Looking Back, est paru en 1995 et son 11e, Outside Lands, en novembre 2013. L'une de ses chansons, la ballade Molly Gram, connaît un certain succès en Irlande. 
Il se produit en concert avec son groupe, The Lunatic Fringe, et est un fréquent collaborateur de Bob Weir, l'un des membres fondateurs du Grateful Dead. Jackson Browne est l'un des musiciens invités sur l'un de ses albums. Flannery a assuré les premières parties de Willie Nelson, Merle Haggard, Linda Ronstadt, Dwight Yoakam et Judy Collins. 
En 2014, Flannery offre 96 000 dollars, incluant tous les profits de son 11e album, Outside Lands, et d'une série de concerts bénéfices à la famille de Bryan Stow, un supporteur des Giants de San Francisco victime d'une grave agression à l'extérieur du Dodger Stadium de Los Angeles lors du match d'ouverture de la saison 2011.

### Discographie
- Looking Back (1997)
- Secret World (1998)
- Friends Live (1999)
- Pieces of the Past (2000)
- Highway Song (2002)
- Kentucky Towns (2004)
- Ring Around the Sun (2005)
- The Wayward Wind (2007)
- Travelin' Shoes (2009)
- The Restless Kind (2012)
- Outside Lands (2013)